# Cathédrale Saint-Kilian de Wurtzbourg
La cathédrale Saint-Kilian  de  Wurtzbourg, appelée communément cathédrale de Wurtzbourg est un édifice religieux catholique sis à Wurtzbourg qui est église cathédrale du diocèse catholique de Wurtzbourg, dans le Land de Bavière en Allemagne. L'édifice est de style roman.

## Histoire
L'édifice actuel, construit à partir de 1040 par saint Brunon, évêque de Wurtzbourg, passe pour être la quatrième plus grande basilique romane d'Allemagne. C'est la troisième église sur le site: les deux précédentes, construites aux alentours de 787 et 855, ont été détruites par le feu. Après le décès accidentel de saint Brunon en 1045, son successeur saint Adalbéron termine la construction en 1075.

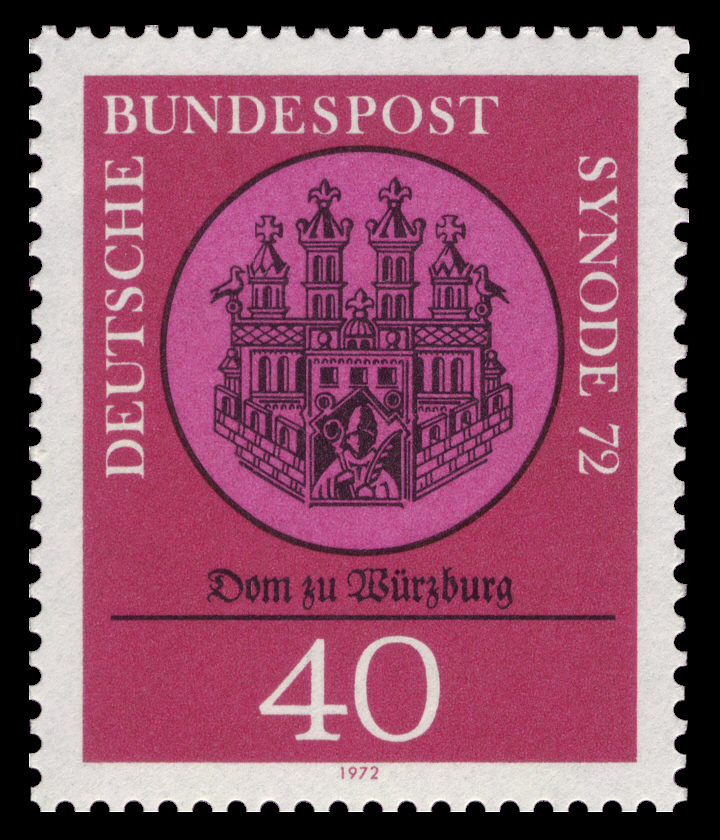
Timbre-poste de l'année 1972 du Deutsche Bundespost à l'occasion du Synode de Wurtzbourg.

Les bas-côtés ont été remodelés aux environs de 1500 dans le style gothique tardif. Pietro Magno a décoré la cathédrale de stucs baroques en 1701.
La plus grande partie du bâtiment s'est effondrée durant l'hiver 1946 lors du bombardement de la ville, le 16 mars 1945. La reconstruction a été achevée en 1967, au cours de laquelle les éléments baroques ont été supprimés en faveur d'une re-romanisation. La nouvelle architecture met l'accent sur le contraste entre les parties qui subsistent, résultant d'une combinaison parfois controversée de prédominance romane avec des éléments modernes et baroques. La façade ouest néo-romane avec une rosace, la galerie tripartite et l'horloge ont été intégrées lors de la reconstruction dans un mur de pierre ponce. En 1988, le chœur a été redessiné par Hubert Elsässer.

## Cloches
La sonnerie de la cathédrale de Wurtzbourg est une splendide collection composée de vingt cloches qui forme le deuxième carillon le plus étoffé de toute l'Europe derrière celui du musée campanaire d'Herrenberg situé dans l'église paroissiale de ladite ville. Cette sonnerie se trouve dans les deux tours jumelles de la cathédrale de Wurtzbourg (en Allemagne) qui mesurent soixante-quatre mètres de haut chacune et reconstruites en pierre ponce.
Aucune information concernant les précédentes cloches de la cathédrale ne sont aujourd'hui connue du grand public, elles n'ont du moins pas été communiquées, le seul vestige qui nous est parvenu est une cloche datant de 1257 appelée « Lobdeburg » (d'après Hermann Ier de Lobdeburg, évêque de Wurtzbourg de l'époque) grâce à la décision du chapitre des chanoines responsables du monument de la décrocher de la tour pour la mettre en réserve en 1933 dans le sépulcre ; elle put ainsi échapper aux bombardements de la ville du vendredi 16 mars 1945 (vendredi dans la quatrième semaine de Carême) à la fin de la Seconde Guerre mondiale. Cette cloche est l'une des plus anciennes d'Europe gardée en l'état et encore en service. Malheureusement, toutes les autres furent détruites.
Aussi appelées « vases sonores », les cloches sont des instruments de musique de la famille des percussions et sont utilisées, principalement dans les cas d'édifices religieux, pour délivrer des messages, comme par exemple alerter la population d'un danger. Dans la doctrine et la pratique catholique, les cloches aux buts sacrés sont considérées comme des personnes; premièrement, par le baptême qu'elles reçoivent; deuxièmement, par la robe blanche dont elles sont habillées et le prénom qui leur est donné en l'honneur de leur parrain/marraine, de leur saint patron ou de leur rôle. Leurs sonneries ont la charge d'être « la voix de Dieu et de son peuple », à ce titre, elles ont pour mission de traduire les sentiments du peuple confronté aux grands évènements de l'Histoire qu'elle soit nationale ou, allant de pair, avec celle du Salut; pour un évènement triste comme un décès, un glas conviendrait; pour un temps liturgique de pénitence comme le Carême, la cathédrale utilise un thème sombre avec notamment des demi-tons formant des mélodies austères appelant les fidèles au combat spirituel; tandis que pour les fêtes solennelles et les évènements heureux, nous nous réjouissons d'entendre un splendide plénum.
Dépourvu de système campanaire, le clergé de la cathédrale mit plusieurs années à reconstruire les tours. Pendant ce temps, on réunit toutes les personnes nécessaires pour dessiner les traits d'une nouvelle sonnerie pour la cathédrale, et dans les années 1960, un gros contrat de onze nouvelles cloches fut financé en faveur de Friedrich Wilhelm Schilling (1914–1971), un maître-fondeur originaire de la grande famille d'Apolda, réputé par ses créations d'une qualité irréprochable car c'est lui qui fut chargé de restaurer les sonneries d'à peu près toutes les cathédrales d'Allemagne et quelques-unes de France. Schilling fondit les onze cloches en 1965 dans sa fonderie d'Heidelberg (aujourd'hui disparue), et Albert Schilling (un sculpteur suisse déjà mandaté par le diocèse pour concevoir le nouveau chœur) les décora d'inscriptions et de motifs artistiques modernes. Elles arrivèrent à Wurtzbourg l'année suivante et furent bénites au cours d'une pompeuse cérémonie, le jeudi de l'Ascension 19 mai 1966, par le nonce apostolique du pape Paul VI pour l'Allemagne, Corrado Bafile. Fabriquées dans la méthode traditionnelle, elles sont composées d'un alliage de cuivre rouge à raison d'entre 77,80% et 78% avec 22% à 22,20% d'étain chauffés à plus de 1100°C, ce résultat donne un métal qui vibre et par conséquent, qui émet des sons. Elles sont toutes dédiées à un saint patron.
À l'occasion du sept-cent-cinquantième anniversaire de la conception de « Lobdeburg », huit personnes se réunirent pour offrir chacune une « Zimbelglocke » à la cathédrale, il s'agit de l'Archevêque Friedhelm Hoffmann, son évêque auxiliaire Helmut Bauer (de), le chapitre des chanoines de la cathédrale, le chœur sous la direction du maître de musique Martin Berger, Doris et Adolf Bauer, Karl et Martha Issig, citoyens de la ville et du pays. Ces huit petites cloches ont été coulées le 7 mars 2008 par Rudolf Perner dans l'ancienne fonderie de Passau et décorées par ladite fonderie pour les cloches 1 à 3, et les cinq plus petites, par Linda Issig, titulaire d'un diplôme de design, ayant suivi des modèles pour créer les motifs. Après avoir été refroidies, brossées, polies, ciselées, accordées selon la tradition des cinq harmoniques, rejoignirent la cathédrale puis achevèrent d'être hissées le 3 avril après leur baptême, le lundi de Pâques 24 mars 2008. La première sonnerie couronna la procession annuelle du Saint-Sacrement, le jeudi de la Fête-Dieu 22 mai 2008, et ce fut un triomphe ! Depuis, la tour Sud contient le bourdon (plus grosse cloche), les huit petites de 2008 et la vieille « Lobdeburg », tandis que la tour Nord renferme les dix de la sonnerie de 1965,.
Pesant entre vingt-cinq et demi et vingt-six tonnes, le carillon est d'un poids considérable. Pour minimiser les risques d'impact sur la structure de la cathédrale, les deux beffrois sont constitués d'un enchevêtrement de poutres d'acier reposant de solides planches de bois en guise de sol. Les cloches sont accrochées par leurs anses à leurs jougs par l'intermédiaire de brides de fixation, les jougs sont eux-mêmes connectés au beffroi par des roulements à bille d'un côté, et à la roue de sonnerie, de l'autre. Pour activer la sonnerie d'une cloche, le programmateur envoie un signal électrique au moteur qui entraîne la chaîne, la chaîne agite la roue de sonnerie, et cette dernière entraîne la cloche à osciller de plus en plus vite pour obtenir un équilibre parfait. Les cloches de la cathédrale de Wurtzbourg sonnent en lancé-franc, c'est le type de sonnerie qui permet aux cloches de donner la pleine puissance de sa mélodie. Il faut préciser également qu'aucun marteau de tintement n'est installé dans le beffroi, cela signifie que la cathédrale ne peut donc pas donner les heures civiles à la population; ceci étant écrit, une horloge a été installée au milieu des années 2000 sur la façade, de surcroît, des églises voisines marquant, elles, les heures, peuvent être entendues sans problème du parvis.
Avec vingt cloches couvrant trois octaves entiers, on dut doter la cathédrale d'une ordonnance de sonneries pour pouvoir marquer les différents jours et temps de l'année suivant leur solennité et leur caractère. Voici maintenant le récapitulatif des cloches :
| N° | Dédicataire/Nom                                                                                              | Note (au coup)                         | Diamètre                 | Poids                    | Place     |
| -- | --- | -------------------------------------- | ------------------------ | ------------------------ | --------- |
| 1  | Jésus-Christ, protecteur historique de la Cathédrale « Christus-Salvator-Glocke »                            | sol2 ±0/16èmes de demi-ton 196 hertz   | 231,8 centimètres        | 9 088 kilos              | Tour Sud  |
| 2  | Les saints Martyrs Kilian, Kolonat et Totnan « Märtyrer-Glocke »                                             | si2 ±0/16èmes de demi-ton 247 hertz    | 176,5 centimètres        | 3 968 kilos              | Tour Nord |
| 3  | « Osanna-Glocke »                                                                                            | do3 ±0/16èmes de demi-ton 262 hertz    | 157,3 centimètres        | 2 786 kilos              | Tour Nord |
| 4  | La très-sainte Vierge Marie « Maria-Glocke »                                                                 | ré3 ±0/16èmes de demi-ton 294 hertz    | 148,7 centimètres        | 2 390 kilos              | Tour Nord |
| 5  | Le saint Archange Michel, patron de l'Allemagne « Michaël-Glocke »                                           | fa3 ±0/16èmes de demi-ton 349 hertz    | 123,7 centimètres        | 1 354 kilos              | Tour Nord |
| 6  | Les saints Apôtres Pierre et Paul « Petrus- und Paulus-Glocke »                                              | sol3 ±0/16èmes de demi-ton 392 hertz   | 110,4 centimètres        | 951 kilos                | Tour Nord |
| 7  | Le saint Évêque Brunon, poseur de la première pierre de l'actuelle cathédrale de Wurtzbourg « Bruno-Glocke » | la3 ±0/16èmes de demi-ton 440 hertz    | 108,6 centimètres        | 934 kilos                | Tour Nord |
| 8  | Le saint Apôtre André dit « le Protoclet » « Andreas-Glocke »                                                | si3 ±0/16èmes de demi-ton 494 hertz    | 102,2 centimètres        | 814 kilos                | Tour Nord |
| 9  | Les saints Évangélistes Jean, Matthieu, Marc et Luc « Evangelisten-Glocke »                                  | do4 ±0/16èmes de demi-ton 523 hertz    | 91,0 centimètres         | 578 kilos                | Tour Nord |
| 10 | Le saint Patriarche Joseph, Père nourricier de Jésus « Josef-Glocke »                                        | ré4 ±0/16èmes de demi-ton 587 hertz    | 80,8 centimètres         | 400 kilos                | Tour Nord |
| 11 | Le saint Missionnaire Martin de Tours, disciple de Germanie « Martinus-Glocke »                              | fa4 ±0/16èmes de demi-ton 698 hertz    | 75,1 centimètres         | 368 kilos                | Tour Nord |
| 12 | La Paix « Frieden-Glocke »                                                                                   | sol4 ±0/16èmes de demi-ton 784 hertz   | 60,0 centimètres         | 159 kilos                | Tour Sud  |
| 13 | La sainte Croix, instrument de notre Salut « Kreuz-Glocke »                                                  | la4 ±0/16èmes de demi-ton 880 hertz    | 52,7 centimètres         | 108 kilos                | Tour Sud  |
| 14 | Le Chapitre des chanoines de Wurtzbourg qui l'a donnée « Kapitel-Glocke »                                    | si4 +2/16èmes de demi-ton ≈1 000 hertz | 50,5 centimètres         | 97 kilos                 | Tour Sud  |
| 15 | Les chœurs de la cathédrale qui l'ont donnée « Chor-Glocke »                                                 | do5 +2/16èmes de demi-ton ≈1 055 hertz | 44,7 centimètres         | 68 kilos                 | Tour Sud  |
| 16 | « Augustinus-Glocke »                                                                                        | ré5 +1/16èmes de demi-ton ≈1 185 hertz | 39,3 centimètres         | 46 kilos                 | Tour Sud  |
| 17 | « Salve-Regina-Glocke »                                                                                      | mi bémol5 +3/16èmes ≈1 270 hertz       | 37,1 centimètres         | 38 kilos                 | Tour Sud  |
| 18 | La Résurrection « Auferstehung-Glocke »                                                                      | fa5                                    | Informations non connues | Informations non connues | Tour Sud  |
| 19 | Les citoyens de la ville de Wurtzbourg « Bürger-Glocke »                                                     | sol5                                   | Informations non connues | Informations non connues | Tour Sud  |
| 20 | « Lobdeburg-Glocke »                                                                                         | mi bémol3 +5/16èmes 311 hertz          | 127,0 centimètres        | 1 386 kilos              | Tour Sud  |

| N° | Inscriptions | Décorations                                                                   |
| -- | --- | ----------------------------------------------------------------------------- |
| 1  | JESU CHRISTE SALVÁTOR MUNDI – VENI CUM PACE – A.D. MCMLXV (Jésus-Christ Sauveur du monde – Venez en paix – en l'année du Seigneur 1965) | Treize croix reliées par un filet représentant le Christ et ses douze Apôtres |
| 2  | S• KILIÁNE S• KOLONÁTE S• TOTNÁNE – ORÁTE PRO CUNCTO POPÚLO CHRISTIÁNO (Saints Kilian, Colman et Totnan – Priez pour tout le peuple Chrétien) | Une grappe de raisin et les armoiries du chapitre de la cathédrale            |
| 3  | OSANNA VOCOR POPÚLOS – ORÁRE EXHÓRTOR (Hosanna est appelée à exhorter le peuple à prier) | Des soleils stylisés et les armoiries de Monseigneur Josef Stangl             |
| 4  | IÁNUA CŒLI – VAS SPIRITUÁLE – GRÁTIA PLENA (Porte du Ciel – Vase spirituel – Marie pleine de grâces) | Un livre, un calice et une Vierge à l'Enfant                                  |
| 5  | SANCTE MÍCHAËL ARCHÁNGELE – DEFÉNDE NOS IN PRŒLIO (Saint-Michel Archange – défendez-nous dans le combat) | Une volée d'anges                                                             |
| 6  | SS• PETRE ET PAULE – INTERCEDÍTE PRO UNIVÉRSA ECCLÉSIA DEI (Saints Pierre et Paul – intercédez pour l'Église universelle de Dieu) | Les clés du Paradis de Pierre et le glaive de Paul                            |
| 7  | SANCTE BRUNÓNE EPISCÓPE – PATRÓNE URBIS ET PATRIÆ – CUSTÓDI FRANCONIAM NOSTRAM (Saint Évêque Brunon – Patron de la ville et de la patrie – Protégez notre Franconie)                                                                                   | La crosse, la mitre et l'épée                                                 |
| 8  | S• ANDRÉA APOSTÓLE – AMÁTOR CRÚCIS – CONFÓRTA CHRISTIFIDÉLES (Saint-André Apôtre – Amant de la Croix – Fortifiez les fidèles par le sacré Bois) | La Croix verdoyante et fleurie                                                |
| 9  | SS• MATTHÆUS – MÁRCUS – LÚCAS – IOÁNNES (Saints Matthieu – Marc – Luc – Jean) | Le Tétramorphe                                                                |
| 10 | ITE AD IOSEPH (Allez à Joseph) | Un bâton décoré de fleurs de lys représentant la chasteté                     |
| 11 | S• MARTÍNUS EPISCÓPUS – NEC MORI TÍMUIT NEC VÍVERE RECUSÁVIT (Saint-Martin Évêque – Qui ne craignit la mort ni refusa de vivre) | La cape de Saint-Martin                                                       |
| 12 | [...] WELT ENDET NICHT IM [...] ERHOHUNG AM KREUZ | Les armoiries de Friedhelm Hoffmann, Archevêque                               |
| 13 | | Les armoiries d'Helmut Bauer Évêque auxiliaire                                |
| 14 | |                                                                               |
| 15 | CANTÁTE DÓMINO ET BENEDÍCITE NÓMINI EIUS – ANNUNTIÁTE DE DIE IN DIEM SALUTÁRE EIUS (Chantez au Seigneur et bénissez Son Nom – annoncez de jour en jour Son salut) Psaume 56:2                                                                          | L'Arbre de Vie                                                                |
| 16 | |                                                                               |
| 17 | SALVE REGÍNA MATER MISERICÓRDIÆ VÍTA DULCÉDO ET SPES NOSTRA SALVE – O CLÉMENS O PÍA O DÚLCIS VÍRGO MARÍA (Salut Reine, Mère de miséricorde : notre vie, notre douceur et notre espérance, salut ! Ô clémente, Ô miséricordieuse, Ô douce Vierge Marie) | La Reine du Ciel                                                              |
| 18 | |                                                                               |
| 19 | |                                                                               |
| 20 | ANNO DOMINI MCCLXVII FACTA EST HÆC CAMPANA A CAPIO SUB O. CTOD. LOBDEBURG (En l'année du Seigneur 1257, cette cloche a été forgée sous le conseil des prêtres de Lobdeburg)                                                                            | Une couronne                                                                  |

| Occasion | Cloches |
| --- | --- |
| Préannonce de la sainte Messe du Dimanche                                                                                                  | 3 (do3) |
| Commémoration des bombardements du 16 mars 1945                                                                                            | 1 (sol2) – 2 (si2) – 3 (do3) – 4 (ré3) – 20 (mi bémol3) – 5 (fa3) – 6 (sol3) – 7 (la3) – 8 (si3) – 9 (do4) – 10 (ré4) – 11 (fa4) – 12 (sol4) – 13 (la4) – 14 (si4) – 15 (do5) – 16 (ré5) – 17 (mi bémol5) – 18 (fa5) – 19 (sol5) |
| Chant du Magnificat aux Vêpres épiscopales en la fête du saint patron – Début des processions aux jours solennels – Grande volée de Pâques | 11 (fa4) – 10 (ré4) – 9 (do4) – 8 (si3) – 7 (la3) – 6 (sol3) – 5 (fa3) – 4 (ré3) – 3 (do3) – 2 (si2) – 1 (sol2), |
| Messe en semaine au temps de l'Avent | 9 (do4) – 7 (la3) – 6 (sol3) – 5 (fa3) – 3 (do3) |
| Messe du soir en la fête du saint patron                                                                                                   | 11 (fa4) – 10 (ré4) – 8 (si3) – 7 (la3) – 6 (sol3) – 5 (fa3) – 4 (ré3) – 2 (si2) – 1 (sol2) |
| Messe en la fête d'un/d'une saint(e) Martyr(e)                                                                                             | 10 (ré4) – 8 (si3) – 7 (la3) – 6 (sol3) – 4 (ré3) |
| Préannonce de la sainte Messe de la Pentecôte – Décès de l'Archevêque                                                                      | 1 (sol2), |
| Sainte Messe du Dimanche de la Pentecôte                                                                                                   | 19 (sol5) – 18 (fa5) – 17 (mi bémol5) – 16 (ré5) – 15 (do5) – 14 (si4) – 13 (la4) – 12 (sol4) – 10 (ré4) – 6 (sol3) – 4 (ré3) – 1 (sol2)                                                                                         |
| Sainte Messe du Dimanche dans le temps après l'Épiphanie                                                                                   | 18 (fa5) – 16 (ré5) – 15 (do5) – 13 (la4) – 12 (sol4) – 11 (fa4) – 10 (ré4) – 9 (do4) – 7 (la3) – 6 (sol3) – 5 (fa3) – 4 (ré3) – 3 (do3)                                                                                         |
| Sainte Messe du Dimanche au temps de Pâques                                                                                                | 16 (ré5) – 15 (do5) – 14 (si4) – 11 (fa4) – 10 (ré4) – 9 (do4) – 8 (si3) – 5 (fa3) – 20 (mi bémol3) – 4 (ré3) |
| Te Deum, à l'envoi après la messe du Dimanche de la très-sainte Trinité                                                                    | 3 (do3) – 2 (si2) – 1 (sol2) |
| Sainte Messe de l'Épiphanie | 19 (sol5) – 18 (fa5) – 16 (ré5) – 15 (do5) – 14 (si4) – 12 (sol4) – 11 (fa4) – 10 (ré4) – 9 (do4) – 8 (si3) – 6 (sol3) – 5 (fa3) – 4 (ré3) – 3 (do3) – 2 (si2)                                                                   |
| Sainte Messe du Dimanche au temps de l'Avent                                                                                               | 15 (do5) – 13 (la4) – 12 (sol4) – 11 (fa4) – 9 (do4) – 7 (la3) – 6 (sol3) – 5 (fa3) – 3 (do3) |
| Office du Chapelet | 16 (ré5) – 15 (do5) – 13 (la4) – 11 (fa4) – 10 (ré4) – 9 (do4) – 7 (la3) – 5 (fa3) – 4 (ré3) |
| Vêpres du Dimanche | 11 (fa4) – 10 (ré4) – 9 (do4) – 7 (la3) – 6 (sol3) – 5 (fa3) – 4 (ré3) – 3 (do3) |
| ? | 19 (sol5) – 18 (fa5) – 17 (mi bémol5) – 16 (ré5) – 15 (do5) – 14 (si4) – 13 (la4) –12 (sol4) – 10 (ré4) – 9 (do4) – 8 (si3) – 7 (la3) – 6 (sol3) – 4 (ré3) – 3 (do3) – 2 (si2)                                                   |
| Messe des Cendres | 16 (ré5) – 14 (si4) – 12 (sol4) – 11 (fa4) – 10 (ré4) – 9 (do4) – 8 (si3) – 6 (sol3) – 5 (fa3) – 4 (ré3) – 2 (si2) |
| Messe en semaine dans le temps « en vert »                                                                                                 | 11 (fa4) – 10 (ré4) – 9 (do4) – 7 (la3) – 6 (sol3) – 5 (fa3) |
| Messe des fêtes de la sainte Croix | 18 (fa5) – 16 (ré5) – 15 (do5) – 14 (si4) – 11 (fa4) – 10 (ré4) – 9 (do4) – 8 (si3) – 5 (fa3) – 4 (ré3) – 3 (do3) – 2 (si2) |
| Messe du matin du Dimanche des Rameaux – Dernière messe de l'année                                                                         | 19 (sol5) – 18 (fa5) – 16 (ré5) – 15 (do5) – 14 (si4) – 12 (sol4) – 11 (fa4) – 10 (ré4) – 9 (do4) – 8 (si3) – 6 (sol3) – 5 (fa3) – 4 (ré3) – 3 (do3) – 2 (si2) – 1 (sol2)                                                        |
| Messe du soir du Dimanche des Rameaux | 19 (sol5) – 18 (fa5) – 17 (mi bémol5) – 16 (ré5) – 15 (do5) – 14 (si4) – 13 (la4) –12 (sol4) – 10 (ré4) – 9 (do4) – 8 (si3) – 7 (la3) – 6 (sol3) – 5 (fa3) – 4 (ré3) – 3 (do3) – 2 (si2) – 1 (sol2)                              |
| 1er mai (Saint-Joseph Artisan) | 16 (ré5) – 15 (do5) – 13 (la4) – 12 (sol4) – 11 (fa4) – 10 (ré4) – 9 (do4) – 7 (la3) –5 (fa3) |
| Angélus | 4 (ré3) |
| Messe du Dimanche en temps de Carême | 9 (do4) – 8 (si3) – 7 (la3) – 6 (sol3) – 4 (ré3) |
| Messe de Tous les Saints | 19 (sol5) – 18 (fa5) – 16 (ré5) – 15 (do5) – 14 (si4) – 12 (sol4) – 11 (fa4) – 10 (ré4) – 9 (do4) – 8 (si3) – 6 (sol3) – 5 (fa3) – 4 (ré3) – 3 (do3) – 2 (si2) – 1 (sol2)                                                        |
| Chant du Gloria à la Vigile Pascale | 8 (si3) – 7 (la3) – 6 (sol3) – 5 (fa3) – 4 (ré3) – 3 (do3) – 2 (si2) – 1 (sol2) |
| Sainte Messe du Dimanche de la très-sainte Trinité (même que celle du Dimanche après l'Épiphanie)                                          | 18 (fa5) – 16 (ré5) – 15 (do5) – 13 (la4) – 12 (sol4) – 11 (fa4) – 10 (ré4) – 9 (do4) – 7 (la3) – 6 (sol3) – 5 (fa3) – 4 (ré3) – 3 (do3)                                                                                         |
| Sainte Messe pontificale du premier Dimanche de l'Avent                                                                                    | 19 (sol5) – 17 (mi bémol5) – 16 (ré5) – 15 (do5) – 12 (sol4) – 6 (sol3) – 20 (mi bémol3) –– 4 (ré3) – 3 (do3) – 1 (sol2) |
| Nuit des Lumières (dernier vendredi de l'année liturgique)                                                                                 | 5 (fa3) – 4 (ré3) – 3 (do3) – 1 (sol2) |
| Mort du Christ (tous les vendredis à quinze heures)                                                                                        | 20 (mi bémol3) |
| Messe vespérale du Jeudi-Saint | 16 (ré5) – 15 (do5) – 14 (si4) – 13 (la4) – 11 (fa4) – 10 (ré4) – 9 (do4) – 8 (si3) – 7 (la3) – 6 (sol3) – 5 (fa3) – 4 (ré3) – 3 (do3) – 2 (si2) – 1 (sol2)                                                                      |
| Messe Chrismale | 19 (sol5) – 18 (fa5) – 16 (ré5) – 14 (si4) – 12 (sol4) – 11 (fa4) – 10 (ré4) – 8 (si3) – 6 (sol3) – 5 (fa3) – 4 (ré3) – 2 (si2) – 1 (sol2)                                                                                       |
| Sainte Messe du Dimanche en temps de Carême si celle-ci est célébrée par un Évêque                                                         | 16 (ré5) – 14 (si4) – 13 (la4) – 12 (sol4) – 10 (ré4) – 8 (si3) – 7 (la3) – 6 (sol3) – 4 (ré3) – 2 (si2) – 1 (sol2) |
| | |

## Architecture

### Chapelle Schönborn
La chapelle Schönborn est érigée au début du XVIIIe siècle au bout du transept nord, pour servir de nécropole aux princes-évêques de Wurtzbourg, issus de la famille de Schönborn. Conçue par Balthasar Neumann (l'architecte de la Residenz), c'est l'un des plus beaux édifices baroques d'Allemagne.